# Sleeping Sun
Sleeping Sun (englisch für „Schlafende Sonne“) ist ein Lied der finnischen Symphonic-Metal-Band Nightwish.

## Hintergrund
Sleeping Sun entstand anlässlich der Sonnenfinsternis vom 11. August 1999. Tuomas Holopainen schrieb das Lied auf Drängen der Plattenfirma Drakkar Records. Seine Erstveröffentlichung erfuhr es 1999 als Bonustrack auf dem zweiten Studioalbum der Band mit dem Titel Oceanborn.
2005 wurde eine neue Version mit neuem Musikvideo auf ihrem dritten Kompilationsalbum Highest Hopes veröffentlicht. Für das Kompilationsalbum wurde der Titel etwas überarbeitet und neu aufgenommen. Die Neuversion erschien am 19. Oktober 2005 und enthielt insgesamt vier neue Versionen des Liedes. Zusätzlich wurde ein neues Video gedreht, es war das letzte Video mit Sängerin Tarja Turunen, weil sich Nightwish im Oktober 2005 von ihr trennte.

## Kommerzieller Erfolg

### Chartplatzierungen
| ChartsChartplatzierungen | Höchstplatzierung | Wochen |
| ------------------------ | ----------------- | ------ |
| Deutschland (GfK)        | 34 (11 Wo.)       | 11     |
| Finnland (IFPI)          | 2 (9 Wo.)         | 9      |

| ChartsChartplatzierungen | Höchstplatzierung | Wochen |
| ------------------------ | ----------------- | ------ |
| Österreich (Ö3)          | 47 (5 Wo.)        | 5      |
| Finnland (IFPI)          | 1 (12 Wo.)        | 12     |

### Auszeichnungen für Musikverkäufe
| Land/Region     | Auszeichnungen für Musikverkäufe (Land/Region, Auszeichnung, Verkäufe) | Verkäufe |
| --------------- | ---------------------------------------------------------------------- | -------- |
| Finnland (IFPI) | Gold                                                                   | 6.169    |
| Insgesamt       | 1× Gold ·                                                              | 6.169    |